# Glucorònid

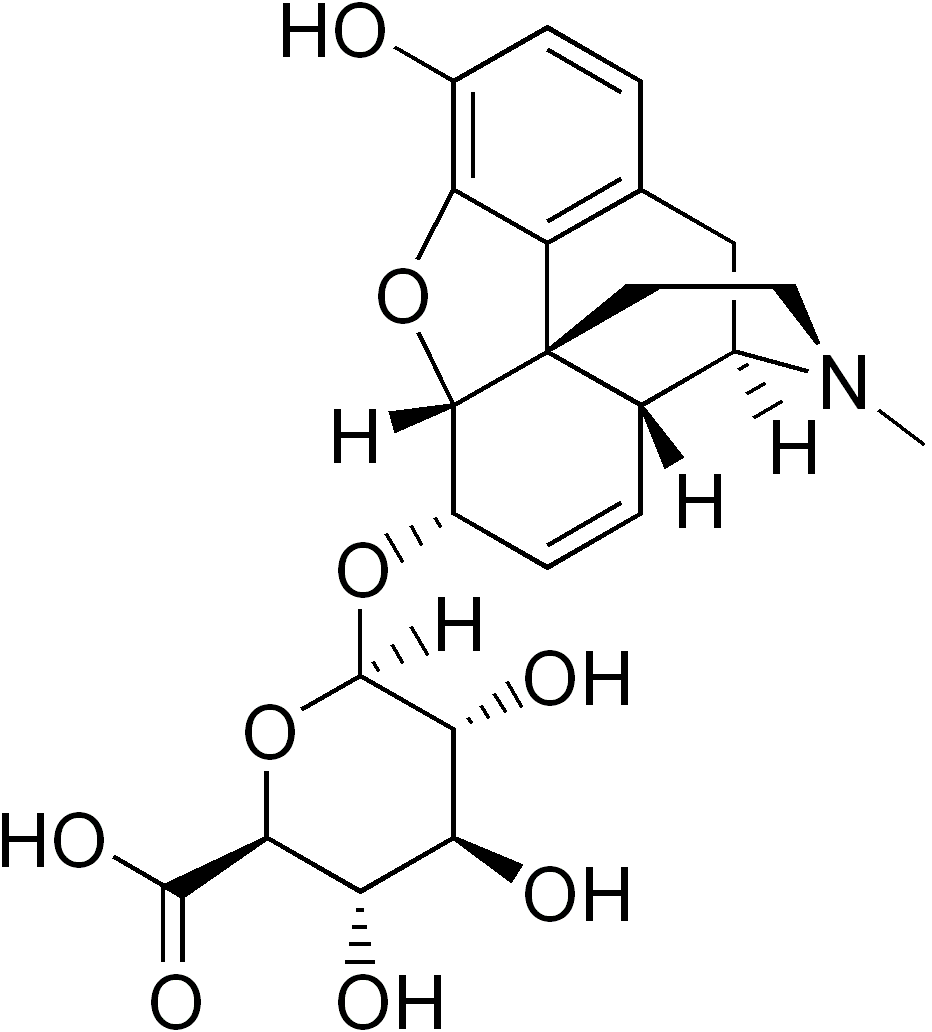
Un glucorònid de la morfina

Un glucurònid, també conegut com a glucuronòsid, és qualsevol substància produïda enllaçant l'àcid glucorònid a una altra substància a través de l'enllaç glucosídic. Els glucurònids pertanyen als glucòsids.
La glucuronidació, la conversió de compostos químics a glucurònids, és un sistema que usen els animals per ajudar a l'excreció de substàncies tòxiques, drogues o altres substàncies que no es poden usar com font d'energia.
Els enzims que escindeixen l'enllaç glucosídic reben el nom de glucuronidases.

## Exemples
- Miquelianina (Quercetina 3-O-glucurònid)
- Morfina-6-glucurònid
- Scutellareina-7-glucurònid